# موریتسبورگ (زاکسونی)
موریتسبورگ (به آلمانی: Moritzburg) یک شهر در آلمان است که در مایسن واقع شده‌است. موریتسبورگ ۸٬۲۰۵ نفر جمعیت دارد.